# کالج دولتی موسیقی رومانوس ملیکیان
کالج دولتی موسیقی رومانوس ملیکیان (ارمنی: Ռոմանոս Մելիքյանի անվան պետական երաժշտական քոլեջ؛ انگلیسی: Musical College after Romanos Melikyan یا آموزشگاه موسیقی رومانوس ملیکیان ایروان ارمنی: Ռոմանոս Մելիքյանի անվան Երևանի երաժշտական ուսումնարան) در سال ۱۹۲۳ به ابتکار رومانوس ملیکیان عضو تازه‌تاسیس کنسرواتوار در شهر ایروان تأسیس شد. در سال ۱۹۵۴ به نام نامگذاری شد. تا سال ۱۹۷۵ بیش از ۳۰۰۰ تن از جمله آهنگسازان، موسیقی‌دانان و برندگان جشنواره‌ها و رقابت‌های بین‌المللی از این کالج فارغ‌التحصیل شدند. این کالج دارای بخش‌های پیانو، ‌سازهای زهی، آواز، سازهای برنجی، تئوری–آهنگسازی، گروه و سازهای محلی، ارکستر سمفونیک، گروه کر، گروه نوازندگان و سازهای محلی می‌باشد.

## دانش‌آموختگان
- پیش‌نویس:آتانس آراکلیان hy:Աթանես Առաքելյան
- آلکساندر هاروتیونیان
- آنژلا آتابکیان
- آنا مائیلیان
- پیش‌نویس:آنا مناتساکانیان
- آرنو باباجانیان
- پیش‌نویس:آرگ لوسینیان hy:Արեգ Լուսինյան
- پیش‌نویس:آرگ نازاریان hy:Արեգ Նազարյան
- آرتور آیدینیان
- پیش‌نویس:آرتسویک دمورچیان hy:Արծվիկ Դեմուրչյան
- آرمان ماناریان
- پیش‌نویس:آرمن مانداکونیان hy:Արմեն Մանդակունյան
- آرتم مجینیان
- پیش‌نویس:گایانه نرسیسیان
- پیش‌نویس:گارنیک آرازیان hy:Գառնիկ Արազյան
- گریگور هاخینیان
- گئورگ آرمنیان
- گئورگ ماناسیان
- گئورگ داباغیان
- زاون ترمنجیان
- اما پطروسیان (خواننده)
- پیش‌نویس:ژانا بلبولیان hy:Ժաննա Բլբուլյան
- پیش‌نویس:ایزابلا تسولیان hy:Իզաբելա Յոլյան
- خاچیک شیراکیان
- کنستانتین پتروسیان
- کنستانتین سیمونیان
- پیش‌نویس:هاسمیک توروسیان hy:Հասմիկ Թորոսյան
- هاروتیون دلالیان
- ماتئوس مورادیان
- مانوئل بگلاریان
- پیش‌نویس:مانوک مانوکیان (موسیقی‌دان) Մանուկ Մանուկյան
- مارینه دینیان
- شوغیک مکرتچیان
- روبن سارگسیان
- پیش‌نویس:روبینا کالانتاریان hy:Ռուբինա Քալանթարյան
- سیمون هوهانیسیان
- استپان روستومیان
- پیش‌نویس:وانیک مکرتچیان
- وارتوهی خاچاطریان
- تیگران مانسوریان
- پیش‌نویس:تسولاک بکاریان hy:Ցոլակ Բեքարյան
- پیش‌نویس:تسولاک وارتازاریان hy:Ցոլակ Վարդազարյան